# Тенево (Росія)
Те́нево (рос. Тенево) — присілок у складі Вадінського району Пензенської області, Росія.
Населення — 119 осіб (2010; 155 у 2002).
Національний склад станом на 2002 рік:
- росіяни — 99 %